# Kirti Sena
Kirti Sena fou rei d'Anuradhapura (Sri Lanka) l'any 524. Va succeir al seu pare Kumara Dathusena quan aquest va morir en un accident.
Com el seu pare va enviar una ambaixada a la Xina amb regals per l'emperador. Fou un home religiós i mancat de qualitats guerreres.
Fou assassinat i el va succeir el seu oncle matern Siva II.